# Tintesmühle
Tintesmühle (en luxembourgeois : Tëntesmillen ) est une localité de la commune luxembourgeoise de Clervaux située dans le canton de Clervaux.